# Kristian Hovde
Kristian Hovde, né le 6 décembre 1903 à Vikersund et mort le 19 août 1969 à Vikersund, est un ancien fondeur norvégien. Il est le frère d'Arne Hovde.

## Biographie
Kristian Hovde était un membre du comité qui a planifié et construit Vikersundbakken. Il dirigea les compétitions qui ont eu lieu sur ce tremplin jusqu'à sa mort. Il a succédé à son père Alfred 
en 1938 à la tête de l'entreprise Hovde Skifabrikk. 

## Résultats

### Jeux olympiques
Aux Jeux Olympiques de Lake Placid en 1932, il a terminé 13e du 18 km.

### Championnats du monde de ski nordique
- Championnats du monde de ski nordique 1930 à Oslo 
  - 4e dans le 17 km
- Championnats du monde de ski nordique 1931 à Oberhof 
  -  Médaille d'argent sur 18 km.
  - 4e du combiné nordique
  - 5e du 50 km

### Festival de ski d'Holmenkollen
Il a terminé 4e du 30 km à Holmenkollen en 1927 et 2e du 50 km derrière Martti Lappalainen au même endroit en 1928. Il a pris la 4e place dans le 18 km en 1934. 

### Championnat de Norvège
- En 1931, il devient champion du 30 km à Hamar.